# Strandbyfjärden
Strandbyfjärden är en fjärd och en vik i Finland. Den ligger i Nagu landskapet Egentliga Finland, i den sydvästra delen av landet, 180 km väster om huvudstaden Helsingfors.
Strandbyfjärden avgränsas av Storlandet i norr, öster och söder. Den skiljs från Storströmmen i väster av Koum holmen, Risholmen och Tallholmen.